# لوكا سيميوني
لوكا سيميوني (بالإيطالية: Luca Simeoni)‏ هو لاعب كرة قدم إيطالي في مركز الهجوم، ولد في 7 سبتمبر 1990 في لا سبيتسيا في إيطاليا. لعب مع أولبيا كالسيو 1905 ونادي ألساندريا ونادي بيرغوليتزي 1932 ونادي فيرتوس إينتيلا ونادي ليفورنو.